# György Nébald
György Nébald (Budapest, 9 marzo 1956) è un ex schermidore ungherese, vincitore di una medaglia d'oro, una d'argento ed una di bronzo nella scherma ai giochi olimpici.
È il fratello di Rudolf Nébald ed il marito di Ildikó Mincza-Nébald.